# Mike Powell
Mike Powell (født 10. november 1963 i Philadelphia, USA) er en amerikansk atletikudøver og blev indehaver af verdensrekorden i længdespring i 1991 med et spring på 8,95 meter.
| Atletikudøver | Spire Denne biografi om en amerikansk atletikudøver er en spire som bør udbygges. Du er velkommen til at hjælpe Wikipedia ved at udvide den. |